# 제29회 아카데미상 외국어영화상 출품작 목록
다음은 제29회 아카데미 시상식 외국어영화상 출품작 목록이다. 아카데미 외국어 영화상은 1956년 미국 영화 예술 과학 아카데미 (AMPAS)가 미국 국외에서 제작된 비영어권 영화를 대상으로 시상하기 위해 제정되었다. 그해 AMPAS는 제1회 외국어영화상 부문에 출품할 올해 최고의 영화를 각국에 요청했다. 아카데미상이 외국어 영화를 심사하게 된 것은 이번이 처음으로, 지난 몇 년 동안 외국어 영화가 오스카상을 탄 사례는 정규 수상이 아니었다.
이후 외국어영화상은 매년 수여되었으며, 수상자는 출품국가로 여겨지지만 상 자체는 해당 영화의 감독이 수락하게 되었다. 아카데미측은 한 국가당 한 편의 영화만 허용되는 원칙에 의거, 각국에 최고의 영화를 출품하도록 초청하고 있다.
제29회 아카데미상에서는 총 8편의 작품이 아카데미 외국어영화상 부문에 출품되었으며 그 중 5편이 후보로 지명되었다. 초대 수상작은 이탈리아의 《길》이었으며 1957년 3월 27일 시상식에서 발표되었다.

## 출품작
| 출품국                                                        | 제목                 | 원제                       | 언어                       | 감독                 | 결과   |
| ------------------------------------------------------------- | -------------------- | -------------------------- | -------------------------- | -------------------- | ------ |
| 덴마크                                                        | 키비토크             | Qivitoq - Fjeldgængeren    | 덴마크어, 그린란드어       | 에릭 발링            | 후보   |
| [[파일:{{{국기그림-1794}}}\|22x20px\|border \|프랑스]] 프랑스 | 목로주점             | Gervaise                   | 프랑스어                   | 르네 클레망          | 후보   |
| 서독                                                          | 쾨페니크의 선장      | Der Hauptmann von Köpenick | 독일어                     | 헬무트 캐우트너      | 후보   |
| 이탈리아                                                      | 길                   | La strada                  | 이탈리아어                 | 페데리코 펠리니      | 수상   |
| 일본                                                          | 버마의 하프          | ビルマの竪琴               | 일본어, 영어, 버마어       | 이치카와 곤          | 후보   |
| 필리핀                                                        | 슬픔의 아이          | Anak dalita                | 타갈로그어, 필리핀어, 영어 | 람베르토 V. 아벨라나 | 미후보 |
| 스페인                                                        | 황소들의 오후        | Tarde de toros             | 스페인어                   | 라디슬라오 바지다    | 미후보 |
| 스웨덴                                                        | 스타판 스톨레 이야기 | Ratataa                    | 스웨덴어                   | 하세 에크만          | 미후보 |